# Megalognatha abyssiniaca
Megalognatha abyssiniaca es una especie de insecto coleóptero de la familia Chrysomelidae.
Fue descrita científicamente en 1886 por Martin Jacoby.